# CSIO Spruce Meadows 'Masters' Tournament

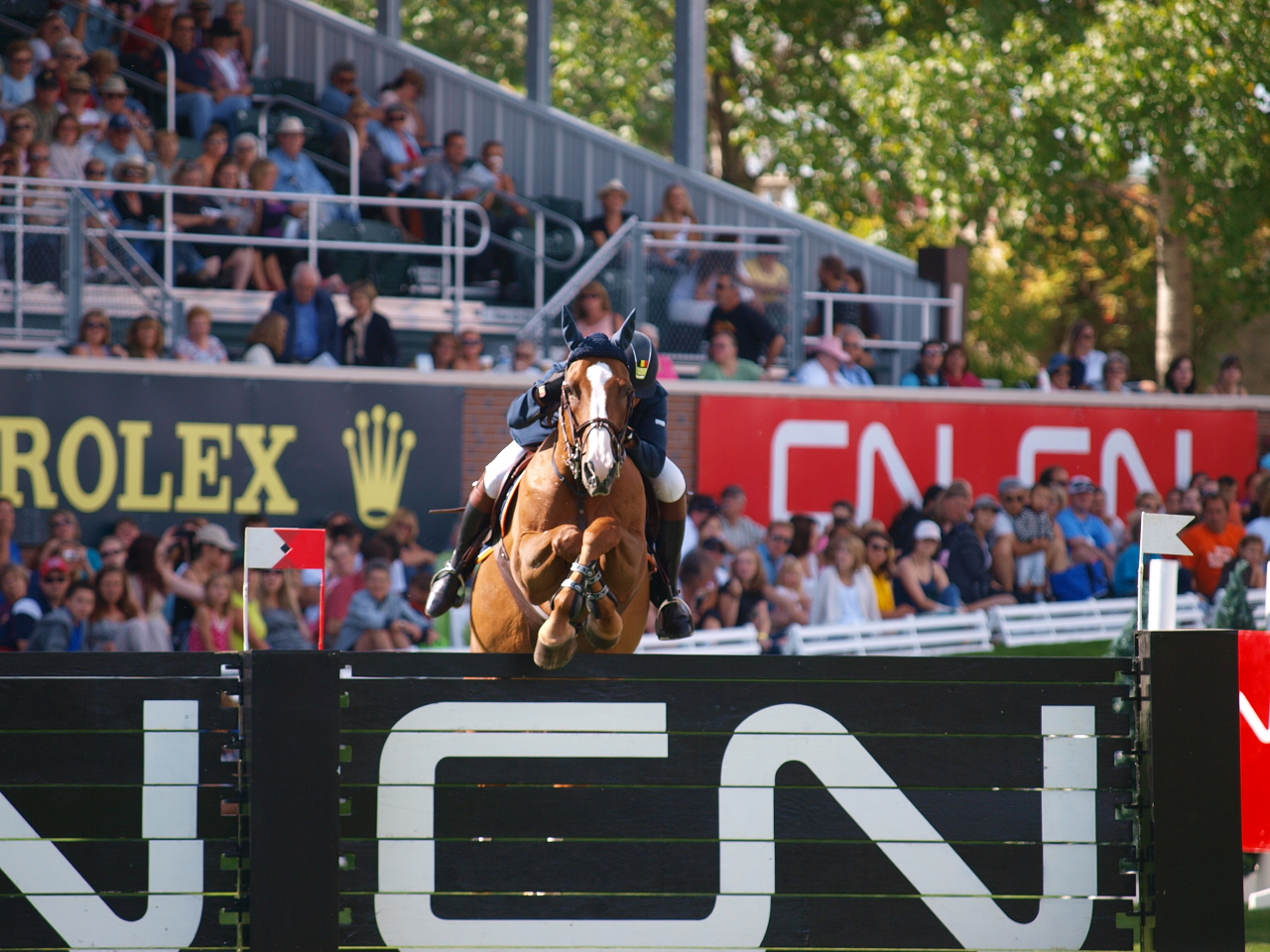
Spruce Meadows 'Masters' 2011

Das CSIO Spruce Meadows 'Masters' Tournament ist ein jährlich auf Spruce Meadows im kanadischen Calgary stattfindendes internationales Reitturnier.
Es ist als CSIO 5* ausgeschrieben und ist eines zwei Nationenpreisturnieren Kanadas.
Es galt über Jahre hinweg als das bestbezahlte Turnier der Welt bezeichnet, unter anderem aufgrund der Austragung des CN International. Das Preisgeld dieses Großen Preises umfasste bis zum Jahr 2013 1.000.000 C $. Seit 2016 beträgt das Preisgeld dieser Prüfung 3.000.000 C $. Damit war die Prüfung die höchstdotierte Springprüfung der Welt, wurde hierin jedoch im Jahr 2018 von der mit 6.400.000 Euro dotierten Finalprüfung der Global Champions League Playoffs in Prag abgelöst.
Insgesamt werden im Rahmen des Spruce Meadows 'Masters' Tournament über 4.000.000 C $ Preisgeld ausgegeben.
Gemeinsam mit den Großen Preisen von Genf und Aachen wird seit dem Jahr 2013 ein von Rolex gesponserter Bonus ausgelobt, der „Rolex Grand Slam of Show Jumping“.

## Ergebnisse

### Nationenpreis
| - 1993: Frankreich - 1994: Vereinigte Staaten - 1995: Irland - 1996: Vereinigtes Königreich - 1997: Niederlande - 1998: Deutschland - 1999: Deutschland - 2000: Irland - 2001: Irland - 2002: Vereinigte Staaten - 2003: Deutschland - 2004: Deutschland - 2005: fiel aufgrund starken Regens aus - 2006: Kanada - 2007: Deutschland - 2008: Vereinigte Staaten - 2009: Niederlande - 2010: Vereinigte Staaten (Rich Fellers/Flexible, Ashlee Bond/Cadett, Richard Spooner/Cristallo, Beezie Madden/Via Volo) - 2011: Frankreich (Marc Dilasser/Obiwan de Piliere, Jerome Hurel/Ohm de Ponthual, Roger-Yves Bost/Ideal de la Loge) - 2012: Deutschland (Christian Ahlmann/Taloubet Z, Hans-Dieter Dreher/Embassy II, Daniel Deußer/Cornet d'Amour, Philipp Weishaupt/Catoki) - 2013: Deutschland (Christian Ahlmann/Asca Z, Daniel Deußer/Evita van de Veldbalie, Hans-Dieter Dreher/Colore, Lars Nieberg/Leonie W) - 2014: Kanada (Ben Asselin/Makavoy, Tiffany Foster/Tripple X III, Eric Lamaze/Zigali, Ian Millar/Dixson) - 2015: Brasilien (Eduardo Menezes/Quintol, Felipe Amaral/Premiere Carthoes, Rodrigo Pessoa/Status, Pedro Veniss/Quabri de L'Isle) - 2016: Schweiz (Werner Muff/Pollendr, Alain Jufer/Wiveau M, Nadja Peter Steiner/Capuera II, Steve Guerdat/Corbinian) - 2017: Vereinigte Staaten (Lauren Hough/Waterford, Charlie Jacobs/Cassinja S, Lillie Keenan/Fibonacci 17, Beezie Madden/Darry Lou) - 2018: Deutschland (Holger Wulschner/Skipper, André Thieme/Aretino, Philipp Weishaupt/Sansibar, Marcus Ehning/Funky Fred) - 2019: Belgien (Pieter Clemens/Quintini, Olivier Philippaerts/H&M Extra, François Mathy Jr/Uno de la Roque, Yves Vanderhasselt/Jeunesse) |

### Nationenpreis 2006
Mit gerade einmal sechs Punkten in der letzten Runde traten Großbritannien und Kanada zum Stechen an. Die Teams wählen als Stechreiter den Briten Michael Whitaker und den Kanadier Ian Millar. Dieses Stechen konnte Millar mit seinem Pferd In Style für sich entscheiden. Auf Rang drei platzierte sich das Team der Vereinigten Staaten. Deutschland belegte Rang vier.

### CN International – Großer Preis
| - 1981: David Broome (Queens Way Philco) - 1982: Malcolm Pyrah (Towerlands Anglezarke) - 1983: Norman Dello Joio (I Love You) - 1984: Heidi Robbiani (Jessica V) - 1985: Nick Skelton (Everest St. James) - 1986: John Whitaker (Next Milton) - 1987: Ian Millar (Big Ben) - 1988: George H. Morris (Rio) - 1989: Michael Whitaker (Next Mon Santa) - 1990: Otto Becker (Optibeurs Pamina) - 1991: Ian Millar (Big Ben) - 1992: John Whitaker (Henderson Gammon) - 1993: Nick Skelton (Everest Dollar Girl) - 1994: John Whitaker (Everest Grannusch) - 1995: Michael Whitaker (Everest Two-Step) - 1996: Peter Charles (La Ina) - 1997: Leslie Burr-Howard (S’Blieft) - 1998: Nick Skelton (Virtual Village Hopes Are High) - 1999: René Tebbel (Radiator) - 2000: Rodrigo Pessoa (Gandini Lianos) |  |  | - 2001: Rodrigo Pessoa (Gandini Lianos) - 2002: Ludger Beerbaum (Goldfever) - 2003: Otto Becker (Dobels Cento) - 2004: Jos Lansink (Cumano) - 2005: Beezie Madden (Judgement) - 2006: Eugenie Angot (Cigale du Tallis) - 2007: Eric Lamaze (Hickstead) - 2008: Nick Skelton (Arko III) - 2009: McLain Ward (Sapphire) - 2010: Jeroen Dubbeldam (Simon) - 2011: Eric Lamaze (Hickstead) - 2012: Olivier Philippaerts (Cabrio van de Heffinck) - 2013: Pieter Devos (Candy) - 2014: Ian Millar (Dixson) - 2015: Scott Brash (Sanctos) - 2016: Scott Brash (Ursula XII) - 2017: Philipp Weishaupt (Convall) - 2018: Sameh El Dahan (Suma's Zorro) - 2019: Beezie Madden (Darry Lou) |